# セシル・カラタンチェワ
セシル・カラタンチェワ（Sesil Karatantcheva, ブルガリア語: Сесил Каратанчева, 1989年8月8日 - ）は、ブルガリア・ソフィア出身の女子プロテニス選手。2005年の全仏オープン女子シングルスでベスト8に入ったが、その時に発覚したドーピング違反により2年間の出場停止処分を言い渡され、そこから復帰を果たした。現時点では、まだWTAツアーでシングルス・ダブルスともに優勝はない。身長171cm、体重64kg。右利き、バックハンド・ストロークは両手打ち。WTAランキング最高位はシングルス35位、ダブルス154位。

## 来歴
彼女の父親はボートのブルガリア国内チャンピオンで、「ボート・ワールドカップ」で7着入賞の経歴を持つ人であり、母親はバレーボールのブルガリア国内チャンピオンであった。そのようなスポーツ一家に生まれたセシルは、父親の手ほどきで5歳からテニスを始めたが、最初はテニスに乗り気ではなかったという。14歳の時、著名なテニスコーチのニック・ボロテリーに才能を認められ、アメリカ・フロリダ州ブレイデントンにある「ニック・ボロテリー・テニスアカデミー」で練習を始めた。2004年に初めて女子テニス国別対抗戦・フェドカップのブルガリア代表選手に抜擢される。同年の全米オープンで初めて4大大会の予選会を通過し、本戦1回戦で第9シードのスベトラーナ・クズネツォワに敗れる。2004年のジャパン・オープンで初来日し、アニコ・カプロスとの2回戦まで進出した。
2005年の全仏オープンにて、セシル・カラタンチェワは初めてのベスト8に進出した。1回戦のアリョーナ・ボンダレンコ戦から始まり、2回戦で日本の浅越しのぶを下すと、3回戦で第11シードのビーナス・ウィリアムズを 6-3, 1-6, 6-1 で破る殊勲を挙げた。続く4回戦も快勝して、一気にエレーナ・リホフツェワとの準々決勝まで勝ち進む。29歳のベテラン選手には 6-2, 4-6, 4-6 の逆転で敗れた。ところが、この全仏オープンでの検査により、彼女が筋肉増強剤の「ナンドロン」に陽性反応を起こしたことが発覚する。この検査結果に対しカラタンチェワは当初「摂取していた栄養補助食品に禁止物質が含まれていた」と答えていたが、その後「当時妊娠しており、そのせいで禁止物質が分泌された。現在は流産している」と別の主張を述べるようになる。この主張により妊娠検査も行われたがその結果は陰性であった。2005年シーズンの競技終了後、国際テニス連盟（ITF）の決定により、2006年1月1日から2年間の出場停止処分に加え、全仏オープン以後に獲得した賞金とランキング・ポイントがすべて没収されることになった。彼女はこの件をスポーツ仲裁裁判所（CAS）に持ち出したが、CASはITFの決定を支持した。
出場停止処分が明けた2008年から、カラタンチェワは女子ツアーに復帰を果たす。2008年ウィンブルドンから4大大会予選会に再挑戦できるようになったが、ウィンブルドンと全米オープンでは予選2回戦敗退に終わった。
2009年の全豪オープンで、カラタンチェワは復帰後初めて予選会を突破し、2005年全米オープン以来となる本戦復帰を成し遂げた。本戦では2回戦で彭帥（中国）に 4-6, 0-6 で敗れた。
全豪オープン予選会に先立ち、カラタンチェワは1月10日付でカザフスタン市民権の取得を発表した。父親でコーチを務めるラドスラフは3年契約で財政的な支援を受ける代わりにフェドカップカズフスタン代表チームの為に働くという契約による変更措置だと話しており、同年2月からは「カザフスタン国籍」でツアーを転戦している。全仏オープンは予選2回戦敗退に終わり、（4年前にベスト8入りした）全仏の本戦には届かなかった。主催者推薦で出場した2010年全豪オープンから4大大会では予選敗退が続いていた。
2012年全仏オープンでは予選決勝で敗退したが、ベラ・ズボナレワの欠場によりラッキールーザーとして2年ぶりに4大大会の本戦に出場し初戦を突破した。2回戦でカルラ・スアレス・ナバロに 6-4, 4-6, 1-6 で敗れた。
2015年よりカラタンチェワは国籍をブルガリアに戻している。

## WTAツアー決勝進出結果

### ダブルス: 1回 (0勝1敗)
| 結果   | No. | 決勝日        | 大会               | サーフェス | パートナー           | 対戦相手                                        | スコア   |
| ------ | --- | ------------- | ------------------ | ---------- | -------------------- | ----------------------------------------------- | -------- |
| 準優勝 | 1.  | 2008年7月20日 | バートガシュタイン | クレー     | ナターシャ・ゾリッチ | アンドレア・フラバーチコバ ルーシー・ハラデツカ | 3-6, 3-6 |

## 4大大会シングルス成績
略語の説明
| W | F | SF | QF | #R | RR | Q# | LQ | A | Z# | PO | G | S | B | NMS | P | NH |

W=優勝, F=準優勝, SF=ベスト4, QF=ベスト8, #R=#回戦敗退, RR=ラウンドロビン敗退, Q#=予選#回戦敗退, LQ=予選敗退, A=大会不参加, Z#=デビスカップ/BJKカップ地域ゾーン, PO=デビスカップ/BJKカッププレーオフ, G=オリンピック金メダル, S=オリンピック銀メダル, B=オリンピック銅メダル, NMS=マスターズシリーズから降格, P=開催延期, NH=開催なし.
| 大会           | 2004 | 2005 | 2006 | 2007 | 2008 | 2009 | 2010 | 2011 | 2012 | 2013 | 2014 | 2015 | 2016 | 2017 | 2018 | 通算成績 |
| -------------- | ---- | ---- | ---- | ---- | ---- | ---- | ---- | ---- | ---- | ---- | ---- | ---- | ---- | ---- | ---- | -------- |
| 全豪オープン   | A    | 1R   | A    | A    | A    | 2R   | 1R   | LQ   | LQ   | 1R   | LQ   | LQ   | LQ   | LQ   | LQ   | 1–4      |
| 全仏オープン   | A    | QF   | A    | A    | A    | LQ   | LQ   | LQ   | 2R   | LQ   | LQ   | 2R   | LQ   | A    | LQ   | 6–3      |
| ウィンブルドン | A    | 2R   | A    | A    | LQ   | 1R   | LQ   | LQ   | LQ   | LQ   | LQ   | 1R   | LQ   | A    | LQ   | 1–3      |
| 全米オープン   | 1R   | 2R   | A    | A    | LQ   | LQ   | LQ   | LQ   | 1R   | LQ   | LQ   | 1R   | LQ   | LQ   | LQ   | 1–4      |